# František Diheneščík
František Diheneščík (* 10. září 1964) je bývalý slovenský fotbalista.

## Fotbalová kariéra
V československé lize hrál za Lokomotívu Košice. Nastoupil ve 4 ligových utkáních. Ve druhé nejvyšší soutěži hrál za Slavoj Poľnohospodár Trebišov, Agro Hurbanovo a Lokomotívu Košice, nastoupil ve 36 utkáních a dal 2 góly.

## Ligová bilance
| Ročník                                      | Zápasy | Góly | Klub                          |
| ------------------------------------------- | ------ | ---- | ----------------------------- |
| 1. slovenská národní fotbalová liga 1983/84 | 19     | 2    | Slavoj Poľnohospodár Trebišov |
| 1. československá fotbalová liga 1984/85    | 4      | 0    | Lokomotíva Košice             |
| 1. slovenská národní fotbalová liga 1986/87 | 10     | 0    | Agro Hurbanovo                |
| 1. slovenská národní fotbalová liga 1987/88 | 7      | 0    | Lokomotíva Košice             |
| CELKEM                                      | 4      | 0    |                               |